# Ramses IX

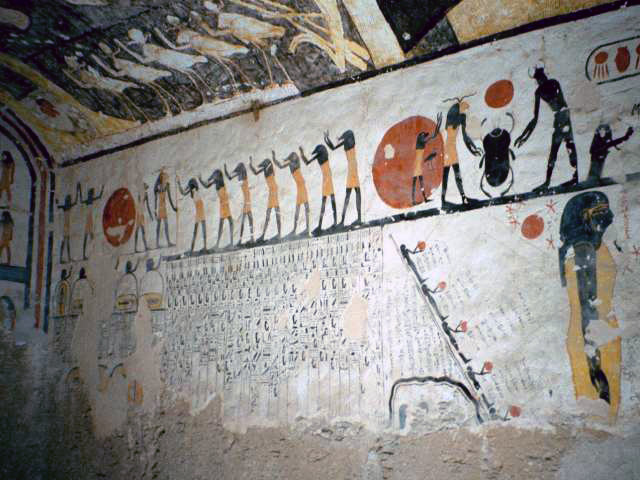
Ramses IX:s gravkammare.

Ramses IX var en fornegyptisk farao av Egyptens tjugonde dynasti. Hans regeringstid inföll mellan 1125/1121 f.Kr. och 1107/1103 f.Kr.
Under hans regeringstid upptäcktes att flera kungliga och adliga gravplatser kring Thebe blivit plundrade, däribland farao Sobekemsaf I grav från Egyptens sjuttonde dynasti. Dessa plundringar beskrivs bl.a. i Abbott-papyrusen, Amherst-papyrusen och Mayer papyri.
Ramses IX begravdes i KV6 i Konungarnas dal. Hans mumie flyttades senare till TT320.